# Éxodo (banda)
Éxodo fue una banda de synth pop, tecno-pop y electropop española, formada en 1992 y compuesta por Tony Agramunt y Manel Medina. Su mayor éxito fue Autismo, manteniéndose varias semanas en las principales listas de España entre 1993 y 1994, además de ser versionado por otros grupos de tecno-pop de la Movida Madrileña.

## Discografía

### Álbum
- Factor humano (1994), Konga[1]

### Sencillos
- Autismo[2]
- Al otro lado[3]
- Contéstame[4]
- El rey prisionero[5]